# Corona, Novi Meksiko
Corona je selo u okrugu Lincolnu u američkoj saveznoj državi Novom Meksiku. Prema popisu 2000. u Coroni je živjelo 165 stanovnika.
Najbliže je naselje mjestu navodnog pada NLO-a 1947. u Roswellu, koje je 48 km prema jugoistoku. Rančer koji je našao navodne ostatke, prvo je to otišao reći nekolicini mještana Corone, prije nego što je otišao u Roswell prijaviti službenim tijelima.

## Zemljopis
Nalazi se na autocesti 54, na 34°15′2″N 105°35′44″W / 34.25056°N 105.59556°W (34.250498, -105.595475). Prema Uredu SAD-a za popis stanovništva, zauzima 2,6 km2 površine, sve suhozemne.

## Stanovništvo
Prema podatcima popisa 2000. u Coroni je bilo 165 stanovnika, 81 kućanstvo, 46 obitelji, a stanovništvo po rasi bili su 73,33% bijelci, 3,64% Indijanci, 18,18% ostalih rasa te 4,85% dviju ili više rasa. Hispanoamerikanaca i Latinoamerikanaca svih rasa bilo je 42,42%.

## Vanjske poveznice
- Službena stranica